# Наниев, Давид Роландович
Давид Роландович Наниев (7 мая 1993, Новороссийск, Россия) — российский футболист, полузащитник.

## Биография
Воспитанник новороссийского «Черноморца», в составе которого дебютировал во втором дивизионе в сезоне 2012/13 — провёл семь матчей, в основном выходя на замену в конце игры. В сезоне 2013/14 провёл один матч за клуб чемпионата Грузии «Спартак» (Цхинвали). После возвращения в Россию выступал за разные любительские коллективы: «Труд» (Тихорецк), «Алания» (Октябрьское), «Кубанская корона» (Шевченко), павловский «Кубань Холдинг» (в составе которого принял участие в кубке России сезона 2018/19) и возрождённую болельщиками и бывшими игроками клуба краснодарскую «Кубань». В 2019 году выступал за другой краснодарский клуб «Урожай» в первенстве ПФЛ. С октября 2020 года — в ФК «Туапсе».